# Giornale di Monza
Il Giornale di Monza è una testata locale italiana edita a Monza, di orientamento indipendente. L'edizione cartacea è un settimanale in uscita il martedì, mentre l'edizione online è un quotidiano.

## Storia
Rifondato nel 2001 e erede di Monza Sette, il Giornale di Monza è una delle maggiori testate del Gruppo Netweek dell'intera Lombardia sia a livello contenutistico che a livello di copie vendute.
L'edizione cartacea è un settimanale (esce tutti i martedì) e copre la quasi totalità dei Comuni della Provincia di Monza e della Brianza. Il prezzo del giornale è di 1.50 euro, è disponibile anche un'edizione digitale, a pagamento, che permette di leggere integralmente i contenuti del settimanale cartaceo direttamente su smartphone, tablet e pc.
L'edizione online, invece, è un giornale quotidiano gratuito gestito alle singole redazioni territoriali che ne garantiscono l'aggiornamento.

## Edizioni locali
Il Giornale di Monza, come testata madre, è suddiviso in altre quattro edizioni locali. Vengono coperti 50 Comuni brianzoli, per circa 802.856 abitanti, e 38.000 copie di tiratura complessiva.
Le edizioni locali, che prendono il nome dal centro maggiore dell'area geografica di riferimento, sono:
- Giornale di Monza, testata madre, redazione a Monza[2]
  - Giornale di Vimercate, redazione a Vimercate[3];
  - Giornale di Carate, redazione a Carate Brianza[4];
  - Giornale di Seregno[5] e Giornale di Desio, redazione a Seregno[6].

## Quotidiano online
A partire dal 2017 l'edizione online delle cinque testate è stata assorbita nel nuovo portale "Giornale di Monza.it" che, quotidianamente, garantisce un flusso costante di notizie e di informazioni a livello locale e nazionale.